# Scooter McCray
Carlton Lamont McCray, detto Scooter (Mount Vernon, 8 febbraio 1960), è un ex cestista e allenatore di pallacanestro statunitense, professionista nella NBA e in Francia.
È il fratello di Rodney McCray.

## Carriera
Venne selezionato dai Seattle SuperSonics al secondo giro del Draft NBA 1983 (36ª scelta assoluta).

## Palmarès

### Giocatore
- McDonald's All-American Game (1978)
- Campione NCAA (1980)